# ソーダブレッド

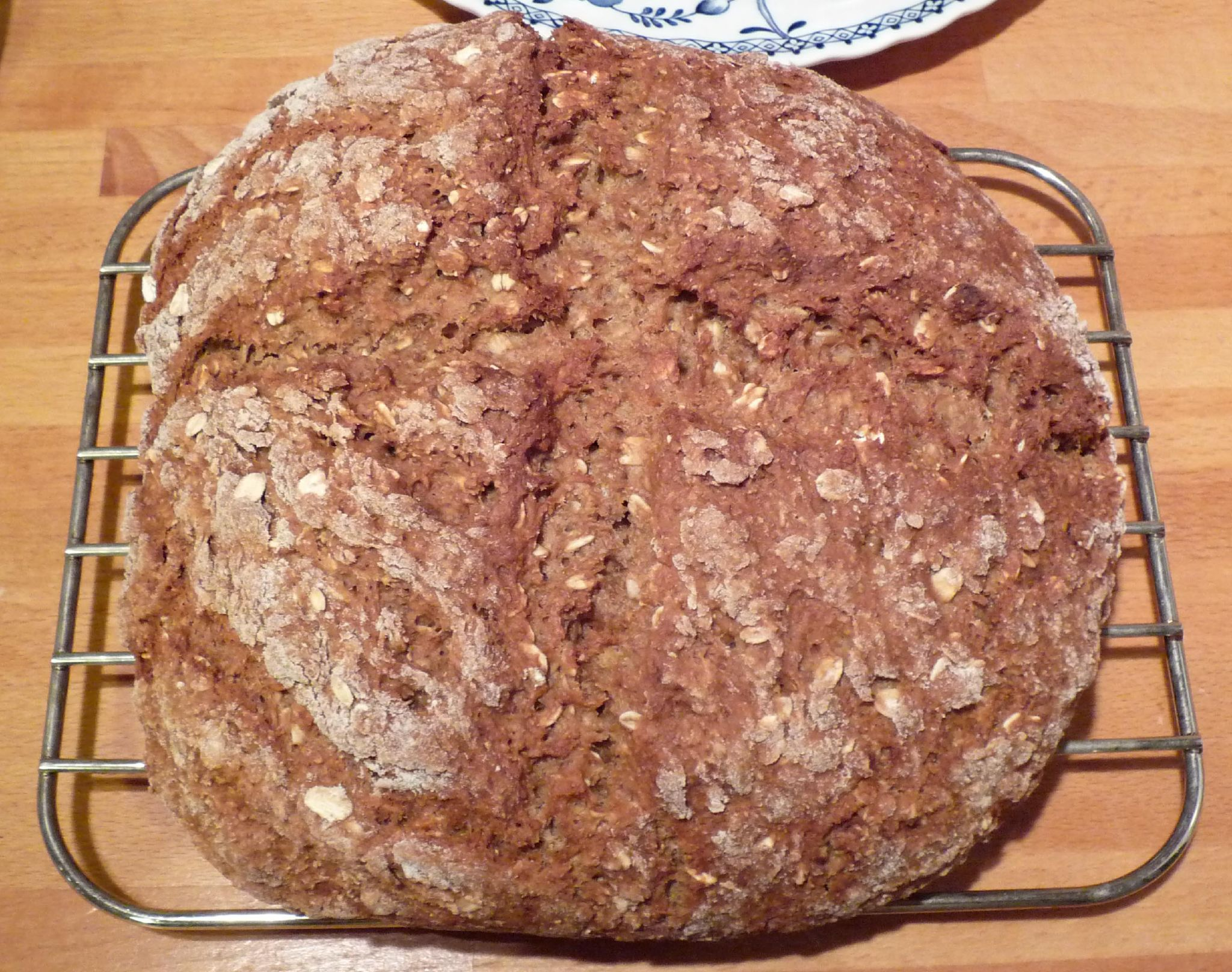
ソーダブレッド

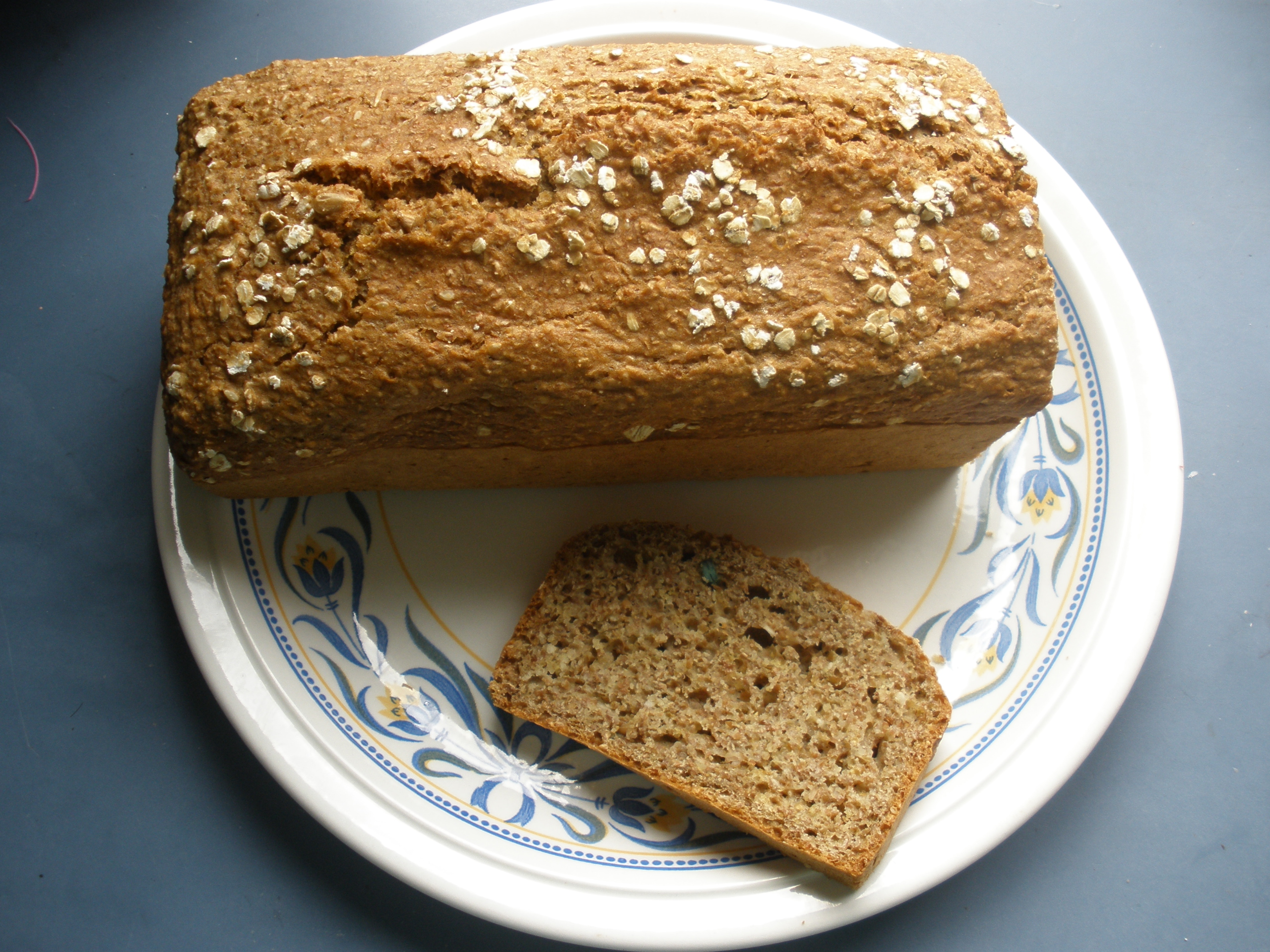
家庭で作ったブラウンソーダ

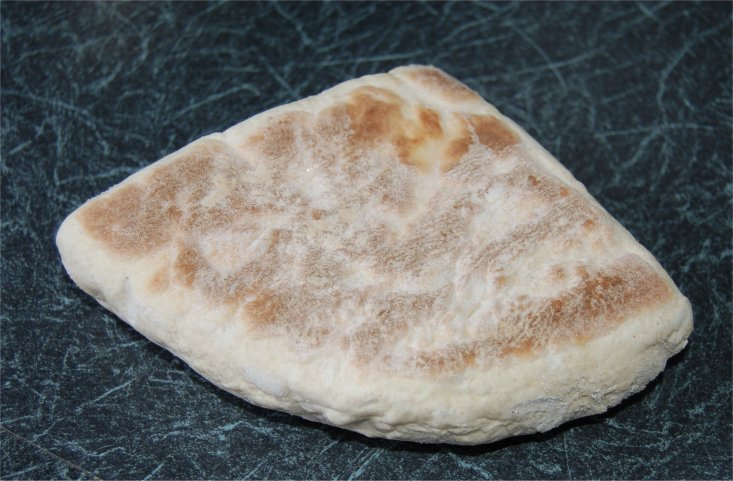
"griddle cake"タイプのソーダブレッド

ソーダブレッド（英: Soda bread、愛: Arán sóide）とは、膨張剤としてイースト菌（パン酵母）の代わりに炭酸水素ナトリウム（重曹）を用いたクイックブレッドの一種である。伝統的なソーダブレッドの材料は、小麦粉、炭酸水素ナトリウム（重曹）、食塩、バターミルクであるが、重曹特有の苦みを敬遠する向きから代わりにベーキングパウダーを利用することも多い。

## 概要
アイルランドではソーダブレッドは主食とも言える。朝食にはソーダブレッド、ソーセージ、マーマレード、紅茶が定番であり、昼食にはソーダブレッドに卵やハムを挟んだサンドウィッチ、夕食にはアイリッシュシチューとソーダブレッド……というように1日中、食卓に登場する。
小麦粉として薄力粉が用いられるため、グルテンの生成が少なく、完成したパンは弾力の少ないケーキに近い食感となる。
形状は、球状で上部に十字の切り込みが入れられるのが一般的である。この切り込みは、パンをカットする際の目安にもなるが、空気の循環が促されてパンのふくらみが良くなるという実用的な理由もある。この他にも悪魔避け、妖精を追い出すための十字という説もある。

## 種類
日本では薄力粉に全粒粉やライ麦粉などをミックスしたものもソーダブレッドと呼ばれるが、アイルランドでは全粒粉を用いたものはウィートンブレッド（wheaten bread）、ブラウンソーダ（brown soda）と呼んで区別することもある。
ソーダブレッドは、ローフかまたは"griddle cake"という形に作られることが多い。ローフは球形に作られ、パンの上部が十字にカットされる。"griddle cake"はアルスターではfarlと呼ばれ、平たいタイプである。鉄板で調理され、四隅から裂いて食べられる。
ダンパーはオーストラリアの伝統的なソーダブレッドで、アイルランドからの移民によって持ち込まれたと考えられている。

## 歴史
ソーダブレッドの歴史は、炭酸水素ナトリウムがアイルランドに伝来した1840年頃に遡る。
ソーダブレッドはいつしかアイルランドの主食となり、現在でも国中の家庭で広く作られている。
ソーダブレッドは、アルスターのフル・ブレックファストの重要な要素となっている。

## 類似する料理
トリークルブレッドはアイルランドでよく食べられている自家製パンで、ソーダブレッドに似ているが、トリークルタルト同様、トリークル（糖蜜の一種）を使う。
日本では炭酸水素ナトリウムと黒砂糖を用いたふくれ菓子と呼ばれる蒸しパンの一種が鹿児島県などで製造されている。